# 南内町
南内町（みなみうちまち）は、徳島県徳島市の町名。南内町一丁目から南内町三丁目までが設置されている。2010年1月の徳島市の調査による人口は306人、世帯数は146世帯。郵便番号は〒770-0846。

## 地理
徳島市の中心駅徳島駅の南方、内町地区南部に位置する。南から北西にかけて新町川に面した東西に細長い町で、東から1～3丁目が連なる。川沿いは新町川水際公園等の公園となっている。3本の橋が架かり対岸の東船場町・両国橋・富田浜・富田橋と通じている。東西の端は南北に伸びる町で区切られており、西は国道438号沿いの元町、東は富田橋通り沿いの幸町である。町一帯が飲食店やビジネスホテルなどが密集する歓楽街を形成している。

### 河川
- 新町川
  - 富田橋 - 1丁目と幸町の境。富田橋（地名）に通じる。
  - 両国橋 - 1～2丁目境。両国橋（地名）に通じる。
  - ふれあい橋 - 2～3丁目境。東船場町に通じる。歩行者・軽車両専用。

## 歴史
江戸時代は、新内町・南内町・幸町3丁目（のちには加えて中洲町）一帯は、塀の高い武家屋敷の裏だったため、塀裏（へうら）と呼ばれた。寛文年間（1661年-1672年）、現材の新内町2丁目～南内町2丁目に藩の牢屋敷が置かれた。塀裏浜ノ丁（現在の1丁目あたり）は、水路で来た客向けの旅館が並んだ。明治以降は大半は塀裏町、一部は中通町だった。1941年（昭和16年）より現在の町名となった。1975年（昭和50年）に両国橋通り沿いの北部が両国本町となった。

## 交通

### 鉄道
鉄道は町域内を通っていない。

### 道路
- 国道438号（讃岐街道）

### 水上交通
- ひょうたん島一周遊覧船乗り場 - 新町川水際公園内。

## 施設
- 徳島県商工会連合会会館
- 内町ポンプ場
- 徳島こども交通公園 - 1丁目
- 新町川水際公園 - 2～3丁目